# 438 Zeuxo
438 Zeuxo este un asteroid din centura principală. A fost descoperit de către astronomul francez Auguste Charlois, pe 8 noiembrie 1898 la Observatorul din Nisa, Franța.

## Caracteristici
Diametrul său mediu este de circa 61,14 km. Prezintă o orbită caracterizată de o semiaxă majoră egală cu 2,5543934 UA și de o excentricitate de 0,0700332, înclinată cu 7,38505° în raport cu ecliptica.
1. 1 2 3  JPL Small-Body Database, accesat în 18 octombrie 2023